# 松原バスストップ
松原バスストップ（まつばらバスストップ）は、長崎県大村市の長崎自動車道上にあるバス停施設。

## 停車する系統および隣接停留所
いずれの系統も、各地行きは乗車、長崎行きは降車のみの取り扱い。
| 路線愛称       | 運行会社                                  | 下り線側方面 | 上り線側方面                               |
| -------------- | ----------------------------------------- | ------------ | ------------------------------------------ |
| 出島号         | 長崎県交通局                              | （降車のみ） | 北九州（引野口・小倉駅前・砂津BC）         |
| りんどう号     | 長崎県交通局 九州産交バス                 | （降車のみ） | 熊本（桜町BT・熊本駅・西部車庫）           |
| サンライト号   | 長崎県交通局 長崎自動車 大分交通 大分バス | （降車のみ） | 高速甘木・別府北浜・大分（中央通り・新川） |
| ブルーロマン号 | 長崎県交通局 宮崎交通                     | （降車のみ） | 宮崎（宮交シティ・宮崎駅前BC）             |

## 乗り換え
- 長崎県交通局「中尾」バス停（約150m）

## 隣接のBS等
E34 長崎自動車道
(9)大村IC/BS - 松原BS - (PA)大村湾PA - (8)東そのぎIC/BS